# Macintosh Color Classic
Il Macintosh Color Classic è un personal computer prodotto da Apple. È stato il primo Macintosh all-in-one con grafica a colori ma anche l'ultimo computer compatto commercializzato da Apple sul mercato americano. È stato commercializzato in alcuni mercati anche come Performa 250. Il computer fa parte della serie dei Macintosh Classic.
Una versione con la frequenza della CPU più elevata ed il doppio della RAM è stata commercializzata in Canada, Europa e Giappone come Macintosh Color Classic II (ma anche come Performa 275).

## Descrizione
Il Color Classic è il primo Macintosh compatto a offrire il colore grazie ad un monitor Sony Trinitron da 10" capace di una risoluzione di 512×384 pixel e 256 colori. Internamente è sostanzialmente un Macintosh LC II: la CPU è la stessa, un Motorola 68030 a 16 MHz, con la stessa limitazione del bus dati, ridotto dai 32 bit supportati dal processore a soli 16 bit. Anche la quantità massima di RAM gestibile dal Color Classic è limitata come nel caso del Macintosh LC II a 10 MB (in teoria è possibile installare fino a 12 MB di RAM ma il computer non vede più di 10 MB di memoria). Il Color Classic offre uno slot per montare un coprocessore matematico opzionale, il Motorola 68882.
Il Color Classic presenta inoltre lo slot PDS compatibile con il Macintosh LC così che l'utente può utilizzare le schede di espansione sviluppate per questo computer, ad esempio la scheda Apple IIe che permette di emulare l'omonimo computer ad 8 bit. È presente anche un microfono, posto sopra al monitor.
Una peculiarità del Color Classic è la facilità con cui è apribile, cosa che ha permesso a molti utenti di modificare il proprio computer. A differenza dei precedenti modelli, per i quali Apple aveva utilizzato delle viti che richiedevano uno strumento apposito in dotazione solo ai centri di assistenza autorizzati, il Color Classic presenta delle viti svitabili con un comune cacciavite. Grazie a questo, molti utenti aprivano il case per installare RAM aggiuntiva o una scheda di espansione ma anche per cambiare la scheda madre con quella di un altro modello Apple. Una modifica hardware molto in voga era quella che permetteva di portare la risoluzione video a 640×480 pixel, lo standard di molti giochi dell'epoca: se questi non erano eseguiti a questa risoluzione, molti si rifiutavano di funzionare.

## Macintosh Color Classic II
In Canada, Europa e Giappone uscì anche una versione del computer denominata Color Classic II. In realtà si trattava di una macchina basata sul Macintosh LC 550/Performa 550, con il processore operante a 33 MHz, con 36 MB di RAM massima gestibile e con il bus dati a 32 bit. Questa versione è anche chiamata Performa 275.

## Caratteristiche tecniche
- CPU: Motorola 68030 a 16 MHz
- ROM: 1 MB
- RAM:
  - da 4 a 10 MB
  - moduli SIMM a 30 pin da 100 ns
- Scheda grafica:
  - integrata
  - VRAM: 256 KB, espandibili a 512 KB
- Video:
  - monitor Sony Trinitron da 10"
  - risoluzione: 512×384 pixel (standard)
  - 256 colori (8 bit) con 256 KB di VRAM
  - 65.536 colori (16 bit) con 512 KB di VRAM
- Memorie di massa:
  - 1 unità floppy SuperDrive per dischi da 3,5" e 1,44 MB
  - 1 disco rigido SCSI interno da 40/80/160 MB
- Audio:
  - microfono integrato
  - uscita mono a 16 bit
- Porte di espansione:
  - 1 porta PDS (compatibile con il Macintosh LC)
  - 2 porte ADB per mouse e tastiera
  - 2 porte seriali
  - 1 porta SCSI